# Italia ai campionati del mondo di atletica leggera 2001
La squadra italiana ai campionati del mondo di atletica leggera 2001, disputati a Edmonton dal 3 al 12 agosto, è stata composta da 38 atleti (22 uomini e 16 donne).

## Uomini
| Specialità          | Atleta                                                             | Turno            | Risultato | Prestazione | Note                                     |
| ------------------- | ------------------------------------------------------------------ | ---------------- | --------- | ----------- | ---------------------------------------- |
| 100 m               | Francesco Scuderi                                                  | Batteria         | Eliminato | 10"53       |                                          |
| 200 m               | Marco Torrieri                                                     | Batteria         | Q         | 20"63       |                                          |
| 200 m               | Marco Torrieri                                                     | Quarti di finale | Q         | 20"43       | Miglior prestazione personale            |
| 200 m               | Marco Torrieri                                                     | Semifinale       | Eliminato | 20"38       | Miglior prestazione personale            |
| 400 m               | Alessandro Attene                                                  | Batteria         | Eliminato | 46"56       |                                          |
| 10 000 m            | Marco Mazza                                                        | Finale           | 14º       | 28'08"00    |                                          |
| 400 m ostacoli      | Fabrizio Mori                                                      | Batteria         | Q         | 49"29       |                                          |
| 400 m ostacoli      | Fabrizio Mori                                                      | Semifinale       | Q         | 48"49       |                                          |
| 400 m ostacoli      | Fabrizio Mori                                                      | Finale           | Argento   | 47"54       | Record nazionale                         |
| Maratona            | Stefano Baldini                                                    | Finale           | Bronzo    | 2h13'18"    |                                          |
| Maratona            | Giacomo Leone                                                      | Finale           | 11º       | 2h17'54"    |                                          |
| Maratona            | Alberico Di Cecco                                                  | Finale           | 17º       | 2h20'44"    |                                          |
| Maratona            | Roberto Barbi                                                      | Finale           | dq        |             | [ 1 ]                                    |
| Maratona            | Giovanni Ruggiero                                                  | Finale           | dnf       |             |                                          |
| Marcia 20 km        | Alessandro Gandellini                                              | Finale           | 12º       | 1h24'05"    |                                          |
| Marcia 20 km        | Lorenzo Civallero                                                  | Finale           | 16º       | 1h25'28"    |                                          |
| Marcia 50 km        | Marco Giungi                                                       | Finale           | 8º        | 3h51'09"    | Miglior prestazione personale stagionale |
| Marcia 50 km        | Francesco Galdenzi                                                 | Finale           | 13º       | 3h54'42"    |                                          |
| Marcia 50 km        | Giovanni De Benedictis                                             | Finale           | dnf       |             |                                          |
| Salto con l'asta    | Giuseppe Gibilisco                                                 | Qualifica        | Eliminato | nm          |                                          |
| Salto triplo        | Paolo Camossi                                                      | Qualifica        | q         | 16,89 m     |                                          |
| Salto triplo        | Paolo Camossi                                                      | Finale           | 11º       | 16,18 m     |                                          |
| Getto del peso      | Paolo Dal Soglio                                                   | Qualifica        | Eliminato | 19,80 m     |                                          |
| Lancio del martello | Nicola Vizzoni                                                     | Qualifica        | q         | 78,66 m     |                                          |
| Lancio del martello | Nicola Vizzoni                                                     | Finale           | 4º        | 80,13 m     |                                          |
| Lancio del martello | Loris Paoluzzi                                                     | Qualifica        | Eliminato | 74,75 m     |                                          |
| Staffetta 4×100 m   | Francesco Scuderi Marco Torrieri Maurizio Checcucci Andrea Colombo | Batteria         | Q         | 38"97       |                                          |
| Staffetta 4×100 m   | Francesco Scuderi Marco Torrieri Maurizio Checcucci Andrea Colombo | Semifinale       | Eliminata | 38"71       |                                          |

## Donne
| Specialità             | Atleta                | Turno            | Risultato | Prestazione | Note                                     |
| ---------------------- | --------------------- | ---------------- | --------- | ----------- | ---------------------------------------- |
| 100 m                  | Manuela Levorato      | Batteria         | Q         | 11"46       |                                          |
| 100 m                  | Manuela Levorato      | Quarti di finale | q         | 11"29       |                                          |
| 100 m                  | Manuela Levorato      | Semifinale       | Eliminata | 11"50       |                                          |
| 200 m                  | Manuela Levorato      | Batteria         | q         | 23"23       |                                          |
| 200 m                  | Manuela Levorato      | Semifinale       | Eliminata | 23"13       |                                          |
| 400 m ostacoli         | Monika Niederstätter  | Batteria         | Q         | 55"83       | Miglior prestazione personale stagionale |
| 400 m ostacoli         | Monika Niederstätter  | Semifinale       | Eliminata | 56"37       |                                          |
| Maratona               | Ornella Ferrara       | Finale           | 14ª       | 2h32'45"    |                                          |
| Maratona               | Bruna Genovese        | Finale           | 17ª       | 2h33'13"    |                                          |
| Maratona               | Rosaria Console       | Finale           | 20ª       | 2h34'11"    |                                          |
| Maratona               | Tiziana Alagia        | Finale           | 21ª       | 2h34'45"    |                                          |
| Maratona               | Sara Ferrari          | Finale           | 26ª       | 2h36'07"    |                                          |
| Marcia 20 km           | Elisabetta Perrone    | Finale           | Bronzo    | 1h28'56"    |                                          |
| Marcia 20 km           | Erica Alfridi         | Finale           | 4ª        | 1h29'48"    |                                          |
| Marcia 20 km           | Annarita Sidoti       | Finale           | 8ª        | 1h31'40"    | Miglior prestazione personale stagionale |
| Salto in alto          | Antonietta Di Martino | Qualifica        | q         | 1,91 m      |                                          |
| Salto in alto          | Antonietta Di Martino | Finale           | 12ª       | 1,85 m      |                                          |
| Salto in lungo         | Fiona May             | Qualifica        | Q         | 6,80 m      | Miglior prestazione personale stagionale |
| Salto in lungo         | Fiona May             | Finale           | Oro       | 7,02 m      |                                          |
| Salto triplo           | Magdelín Martínez     | Qualifica        | Q         | 14,59 m     | Miglior prestazione personale            |
| Salto triplo           | Magdelín Martínez     | Finale           | 4ª        | 14,52       |                                          |
| Lancio del martello    | Ester Balassini       | Qualifica        | Eliminata | nm          |                                          |
| Lancio del giavellotto | Claudia Coslovich     | Qualifica        | q         | 58,42 m     |                                          |
| Lancio del giavellotto | Claudia Coslovich     | Finale           | 11ª       | 57,27 m     |                                          |
| Eptathlon              | Gertrud Bacher        |                  | 9ª        | 6010 p.     |                                          |